# Mathieu Meyers
Mathieu Meyers, né le 3 décembre 1934, est un joueur de football belge actif durant les années 1950, devenu ensuite entraîneur. Il joue durant toute sa carrière au Waterschei THOR, où il occupe le poste d'attaquant. Ses deux frères Ghisbert et Theo ont également été joueurs pour le même club.

## Carrière en club
Mathieu Meyers débute en équipe première du Waterschei THOR en 1952, à l'âge de 18 ans. Le jeune attaquant ne tarde pas à se faire une place dans le onze de base de l'équipe, qui termine championne de Division 2 en 1954. Le club accède ainsi à la Division 1 pour la première fois de son histoire. Titulaire indiscutable à la pointe de l'attaque, Mathieu Meyers dispute toutes les rencontres du championnat et inscrit 17 buts, participant activement à la bonne saison du club qui termine septième en championnat. L'équipe atteint également la finale de la Coupe de Belgique mais s'incline face à l'Antwerp. Malheureusement, la saison suivante est beaucoup moins bonne et l'équipe termine avant-dernière, une place synonyme de relégation en deuxième division. Mathieu Meyers reste au club et l'aide à conquérir le titre directement, lui permettant ainsi de remonter parmi l'élite un an seulement après l'avoir quittée. Buteur attitré du club, il inscrit douze buts en 1958 et onze en 1959, ce qui permet à Waterschei de se stabiliser en milieu de classement, à l'abri de la lutte pour le maintien.
Ses bonnes prestations durant plusieurs années permettent à Mathieu Meyers d'être convoqué une première fois en équipe nationale belge en octobre 1960. Il est encore appelé à trois reprises jusqu'au mois de novembre mais ne joue finalement aucune rencontre avec les « Diables Rouges ». Le club vit une saison 1961-1962 plus difficile et échoue de justesse à assurer son maintien, terminant ex-aequo avec le Cercle de Bruges, qui reste en D1 pour avoir remporté un match de plus. De nouveau relégué en Division 2, Waterschei lutte pour le titre mais termine finalement à un point du FC Malines. Deuxième, le club doit également accéder à la première division mais une affaire de tentative de corruption éclate durant la saison, pour laquelle le club est condamné et sanctionné d'une rétrogradation en Division 3. Mathieu Meyers quitte alors le club et met un terme à sa carrière au plus haut niveau.
En 1966, Mathieu Meyers est engagé par le KSK Bree, un club évoluant dans les séries provinciales limbourgeoises, en tant que joueur-entraîneur. Après trois saisons, il mène le club au titre, lui permettant de jouer pour la première fois de son histoire en Promotion. Ce premier séjour au niveau national dure deux ans, après lesquels le club est renvoyé en première provinciale. Au début des années 1980, il retourne à Waterschei, où il occupe deux fois le poste d'entraîneur-adjoint. En 1984, il reprend la direction de Bree, revenu entretemps en Promotion, où il devient entraîneur principal durant deux ans.

## Statistiques
| Saison                | Club                  | Championnat           | Championnat | Championnat | Coupe(s) nationale(s) | Coupe(s) nationale(s) | Total | Total |
| Saison                | Club                  | Division              | M.          | B.          | M.                    | B.                    | M.    | B.    |
| 1952-1953             | Waterschei THOR       | Division 2            | -           | -           | 0                     | 0                     | 0     | 0     |
| 1953-1954             | Waterschei THOR       | Division 2            | -           | -           | -                     | -                     | 0     | 0     |
| 1954-1955             | Waterschei THOR       | Division 1            | 30          | 17          | -                     | -                     | 30    | 17    |
| 1955-1956             | Waterschei THOR       | Division 1            | -           | -           | -                     | -                     | 0     | 0     |
| 1956-1957             | Waterschei THOR       | Division 2            | -           | -           | 0                     | 0                     | 0     | 0     |
| 1957-1958             | Waterschei THOR       | Division 1            | 27          | 12          | 0                     | 0                     | 27    | 12    |
| 1958-1959             | Waterschei THOR       | Division 1            | 27          | 11          | 0                     | 0                     | 27    | 11    |
| 1959-1960             | Waterschei THOR       | Division 1            | -           | -           | 0                     | 0                     | 0     | 0     |
| 1960-1961             | Waterschei THOR       | Division 1            | -           | -           | 0                     | 0                     | 0     | 0     |
| 1961-1962             | Waterschei THOR       | Division 1            | -           | -           | 0                     | 0                     | 0     | 0     |
| 1962-1963             | Waterschei THOR       | Division 2            | -           | -           | 0                     | 0                     | 0     | 0     |
| Total sur la carrière | Total sur la carrière | Total sur la carrière | 84          | 40          | -                     | -                     | 84    | 40    |

## Palmarès
- Deux fois champion de Division 2 en 1954 et 1957 avec le Waterschei THOR.

## Carrière en équipe nationale
Mathieu Meyers est convoqué quatre fois en équipe nationale belge durant l'automne 1960 mais ne joue finalement jamais avec les « Diables Rouges ». Sa première convocation a lieu le 2 octobre 1960 pour un match amical face aux Pays-Bas et sa dernière le 20 novembre contre la Suisse dans le cadre des éliminatoires pour la Coupe du monde 1962. 
Le tableau ci-dessous reprend toutes les sélections de Mathieu Meyers. Les matches non joués sont indiqués en italique. Le score de la Belgique est toujours indiqué en gras.
| Date       | Compétition                                  | Adversaire | Lieu      | Score | Remarque |
| ---------- | -------------------------------------------- | ---------- | --------- | ----- | -------- |
| 02/10/1960 | Match amical                                 | Pays-Bas   | Anvers    | 1-4   |          |
| 19/10/1960 | Éliminatoires Coupe du monde 1962 (Groupe 1) | Suède      | Stockholm | 2-0   |          |
| 30/10/1960 | Match amical                                 | Hongrie    | Bruxelles | 2-1   |          |
| 20/11/1960 | Éliminatoires Coupe du monde 1962 (Groupe 1) | Suisse     | Bruxelles | 2-4   |          |